# Саморятувальник

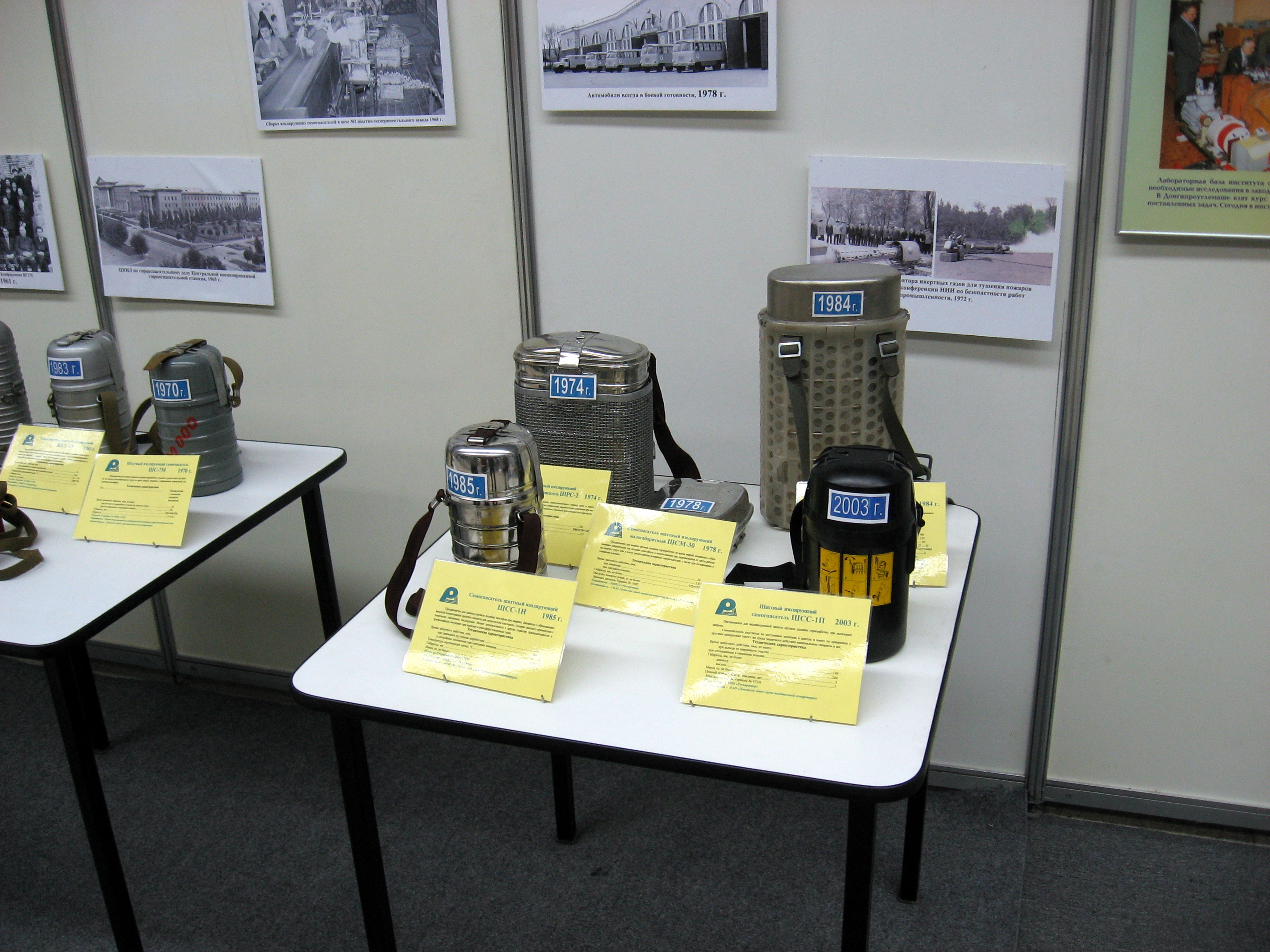
Шахтні саморятувальники

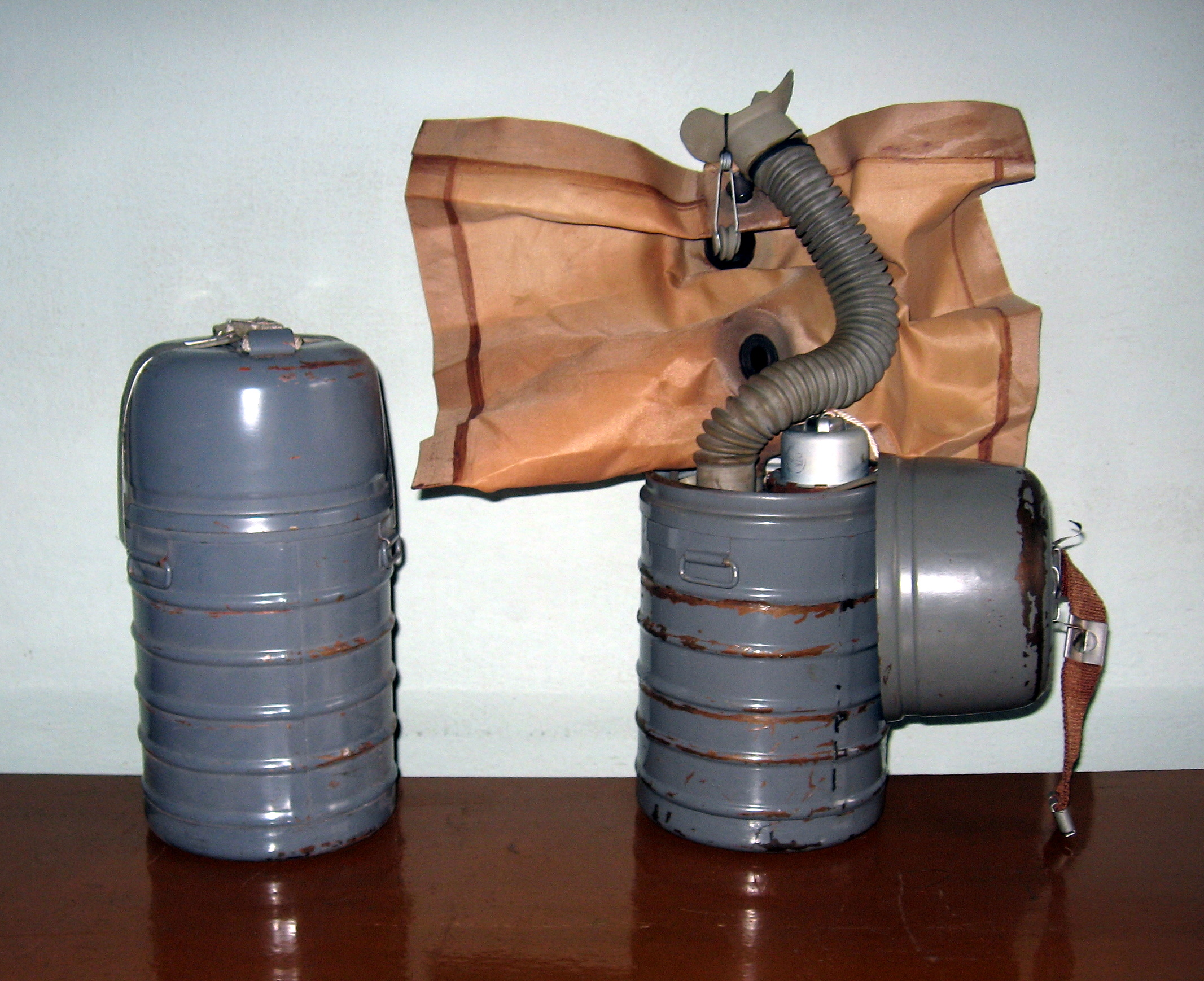
Саморятувальник ШСС-1У

Саморятувальник — портативний шахтний респіратор короткочасної дії, призначений для аварійного виходу з виробок з непридатним для дихання повітрям.

## Загальний опис
На шахті не рідше одного разу на місяць здійснюється перевірка технічного стану і герметичності С.
Є фільтрувальні та ізолювальні саморятувальники.
Фільтрувальні саморятувальники (типу СПП-4 і СПП-5) є засобом захисту органів дихання від шкідливої дії оксиду вуглецю і аерозолів (пил, дим, сажа) при виході гірників під час пожежі на свіжий вентиляційний струмінь або поверхню. Вони є приладами разової дії і застосовуються лише при аваріях в шахтах і копальнях.
Застосовуються при вмісті об'ємної частки кисню в повітрі не менше 17 % і оксиду вуглецю не більше 1 %.
Саморятувальник складається з фільтрувального патрона, на патрубку якого закріплений загубник з носовим затиском, оголовка для закріплення фільтрувального патрона на обличчі, та герметичного металевого футляра для зберігання і носіння саморятувальника.
Ізолювальні саморятувальники працюють на принципі поглинання вологи і діоксиду вуглецю, що видихаються людиною, хімічним регенеративним продуктом при одночасному виділенні з нього кисню. Кисень для дихання надходить не із зовнішнього середовища, а виділяється усередині ізолювального апарату. На відміну від ізолювальних дихальних апаратів, що працюють на стислому повітрі або кисні, в даних засобах захисту використовується хімічно зв'язаний кисень, що дозволяє тривало зберігати їх у стані готовності.
Ізолювальні саморятувальники застосовуються на вугільних шахтах і інших гірничодобувних підприємствах, розраховані на постійне носіння або перемикання в шахті і використання в аварійних умовах при виході на свіжий вентиляційний струмінь повітря.
Саморятувальник ШСС-1М є ізолювальним дихальним апаратом разового вживання з хімічно зв'язаним киснем і маятниковою схемою дихання. Саморятувальник призначений для експлуатації при температурі від –20 °C до +40 °C, відносній вологості повітря до 100 % при 35 °C, атмосферному тиску до 133,5 кПа. Саморятувальник ШСС 1М може комплектуватися протидимними окулярами для захисту органів зору.